# Macromastia
La macromastia (o gigantomastia) è un fenomeno dovuto all'eccessivo sviluppo di tessuto fibroso, tessuto ghiandolare, tessuto adiposo o di una combinazione dei tre all'interno della sacca mammaria che determina una eccessiva dilatazione della stessa fino al raggiungimento di dimensioni sproporzionate ed evidenti dovute ad azione meccanica.
Nei casi di macromastia si verifica spesso la dilatazione del capezzolo e dell'areola per ragioni meccaniche, portando l'areola ed a volte anche il capezzolo a dimensioni estremamente sproporzionate.
La pigmentazione dell'areola, per le stesse ragioni meccaniche, è spesso più vicina al naturale colore epiteliale della mammella rispetto ai casi di mammella normiforme.
Esiste un corrispettivo della macromastia nell'uomo detto macroginecomastia, caratterizzato da uno spropositato aumento del seno maschile (ginecomastia).